# Lux in Tenebris (Bertolt Brecht)
Lux in Tenebris, lateinisch für Licht in der Dunkelheit, ist eine Einakter-Farce in Prosa des Dramatikers Bertolt Brecht. Es wird angenommen, dass er sie 1919 unter dem Einfluss des Münchner Komikers Karl Valentin geschrieben hat. Das Theaterstück wurde 1969 an der Städtischen Bühnen Essen unter der Regie von Dieter Dorn uraufgeführt.

## Titel
Der Titel des Stücks ist ein Teil des Satzes „et lux in tenebris lucet et tenebrae eam non comprehenderunt“ in der lateinischen Bibelübersetzung der Vulgata, der so viel bedeutet wie „Das Licht scheint in der Finsternis, und die Finsternis hat es nicht begriffen“ (Joh 1,5 ). Für weitere Bedeutungen siehe Lux in tenebris. 
Der Titel des Stücks spielt auf den „Aufklärungsfilm“ Es werde Licht! von Richard Oswald aus dem Jahr 1917 an,  der die Gefahren der Syphilis thematisiert. Er wurde damals in Augsburg gezeigt und erregte großes Aufsehen.

## Inhalt
Ein enttäuschter Kunde eines Bordells beschließt, Rache zu üben, indem er direkt gegenüber eine medizinische Ausstellung eröffnet, die sich auf Geschlechtskrankheiten spezialisiert. Der Protagonist Paduk zeigt Aufklärungsfilme über verschiedene Krankheiten und verlangt dafür unterschiedliche Eintrittspreise: Tripper kostet 1,60 Mark, Syphilis 2,50 Mark.
Paduks ursprüngliche Motivation ist es, der Bordellbesitzerin Frau Hogge und ihren Angestellten einen Denkzettel zu verpassen, da sie ihn einst wegen Geldmangels abgewiesen hatten. Er nutzt dabei geschickt die „kapitalistische Logik“, indem er die Moral zum Geschäft macht.
Die Handlung nimmt jedoch eine unerwartete Wendung, als Paduk erkennt, dass sein Unternehmen finanziell auf wackeligen Beinen steht. In einem ironischen Schachzug lässt er sich daraufhin von der Bordellmutter als Geschäftspartner anwerben, um seine wirtschaftliche Situation zu verbessern.

## Biographischer Bezug
Die Handlung spielt laut einer Szenenanweisung von Brecht in der nicht weit von Brechts Wohnung entfernten Augsburger Bordellgasse.